# کریستین گلدبراندسن
کریستین گلدبراندسن (به انگلیسی: Christine Guldbrandsen) (زاده ۱۹ مارس ۱۹۸۵) خواننده نروژی است.
او در مسابقه آواز یوروویژن ۲۰۰۶ نماینده نروژ بود.